# تبغ طويل الأزهار
تبغ طويل الأزهار (الاسم العلمي: Nicotiana longiflora)، نوع من التبغ موطن الأصلي أمريكا الجنوبية يتم زراعته أحيانًا لزهوره الأنبوبية التي تنبعث منها رائحة عبقة جدًا في الليل.